# Czachówek Środkowy
 Czachówek Środkowy – przystanek kolejowy w Bronisławowie, w województwie mazowieckim, w Polsce.
Pociągi na przystanku Czachówek Środkowy zatrzymywały się do 9 czerwca 2001 roku, wraz z likwidacją pociągów osobowych na odcinku Pilawa – Skierniewice. Przystanek wyposażony był w dwa jednokrawędziowe perony oraz wyburzony w lipcu 2013 roku budynek dworcowy.